# Aldous Huxley
Aldous Leonard Huxley, född 26 juli 1894 i Godalming, Surrey, död 22 november 1963 i Los Angeles, Kalifornien, var en brittisk författare. Han var sonson till Thomas Huxley, bror till biologen Julian Huxley och halvbror till nobelpristagaren Andrew Fielding Huxley.

## Biografi
Huxley studerade i Oxford på Balliol College 1913–1916. Åren 1923–1930 bodde han i Italien och Frankrike men flyttade till Kalifornien 1937. Han är mest känd för Du sköna nya värld, en dystopisk roman där man med hjälp av genteknik skapar människor med avsedd plats i samhällspyramiden. 
I mellankrigstidens mångsidiga engelska kulturliv spelade Huxley en vital roll. Han använde romanen för kritisk idédebatt och skrev samtidssatirer som Antic Hay (1923). Ett betydande verk är Point Counter Point (1928) där han bröt med den konventionella romanformen och skapade ett verk med musikalisk tematik.
På äldre dar började han experimentera med hallucinogena droger. År 1960 diagnostiserades han med cancer och hans hälsa försämrades snabbt de följande åren. Hans död blev ganska uppmärksammad, då han på sin dödsbädd framförde en skriftlig (han hade tappat talförmågan) begäran till sin fru (Laura Huxley) om att få 100 µg (0.1 mg) LSD injicerat i sig. Hon skrev sedan en bok om det som heter "This Timeless Moment".[källa behövs] Trots att han var en känd och framstående person saknades massmedial bevakning av hans död, eftersom John F. Kennedy blev mördad senare samma dag, 22 november 1963. Samma dag dog även författaren C.S. Lewis.
Huxleys grav finns på Compton Village Cemetery i Guildford i Surrey, Storbritannien.

## Eftermäle
Asteroiden 10758 Aldoushuxley är uppkallad efter honom.